# Henschel-SSW DE 2000
Die DE 2000 war eine dieselelektrische Prototyp-Lokomotive der DB-Baureihe 202. Entwickelt wurde sie gemeinsam von den Unternehmen Henschel und Siemens-Schuckertwerke, kurz SSW. Sie wurde 1962 bei Henschel in Kassel gebaut und erstmals im gleichen Jahr auf der Hannover-Messe öffentlich präsentiert. Die Fabriknummern lauteten für Henschel 29862 und für SSW 6226.

## Entstehung
Die Siemens-Schuckertwerke suchten und fanden mit Henschel in den 1960er Jahren einen Partner zur Entwicklung einer dieselelektrischen Lokomotive. Es bestand weltweit eine höhere Nachfrage nach dieser Bauart als nach dieselhydraulischen Lokomotiven. Letztere bevorzugte allerdings die Deutsche Bundesbahn (DB).
Die Lok sollte bei gleichen Eckdaten (Masse, Umgrenzungsprofil) der ÖBB 2050 von Henschel in damaliger US-amerikanischer GM-EMD-Technik mehr Leistung erbringen. Die DE 2000 konnte mit einer neuartigen Steuerung des konventionellen Gleichstrom-Hauptgenerators aufwarten. Ansonsten wurde die höhere Leistung allein aus der gegenüber der US-Technik etwa verdoppelten Drehzahl und damit Spannung des Diesel-Generator-Aggregates gewonnen, was geringere Ströme und damit geringere Kupferquerschnitte ermöglichte. Zum Vergleich:
- USA (GM-EMD): 835/min (der alten 567-Motorenreihe), Spannungen bis max. ca. 650 V, damals schwerste Bauteile für höchste Stromstärken bis ca. 6000 A, daher hoch überlastbar.
- Deutschland: (Henschel, Maybach, Siemens): 1500/min, Spannungen bis 1100 V, geringere Ströme max. 3000 A, geringere Querschnitte, leichtere Baugruppen, nur begrenzt überlastbar.
- UdSSR (Lugansk): 750/min, max. 750 V, max. ca. 6000 A (z. B. Anfahrstrom M62), daher wie US-Technik hoch überlastbar.

## Verwendung

### Bundesbahn

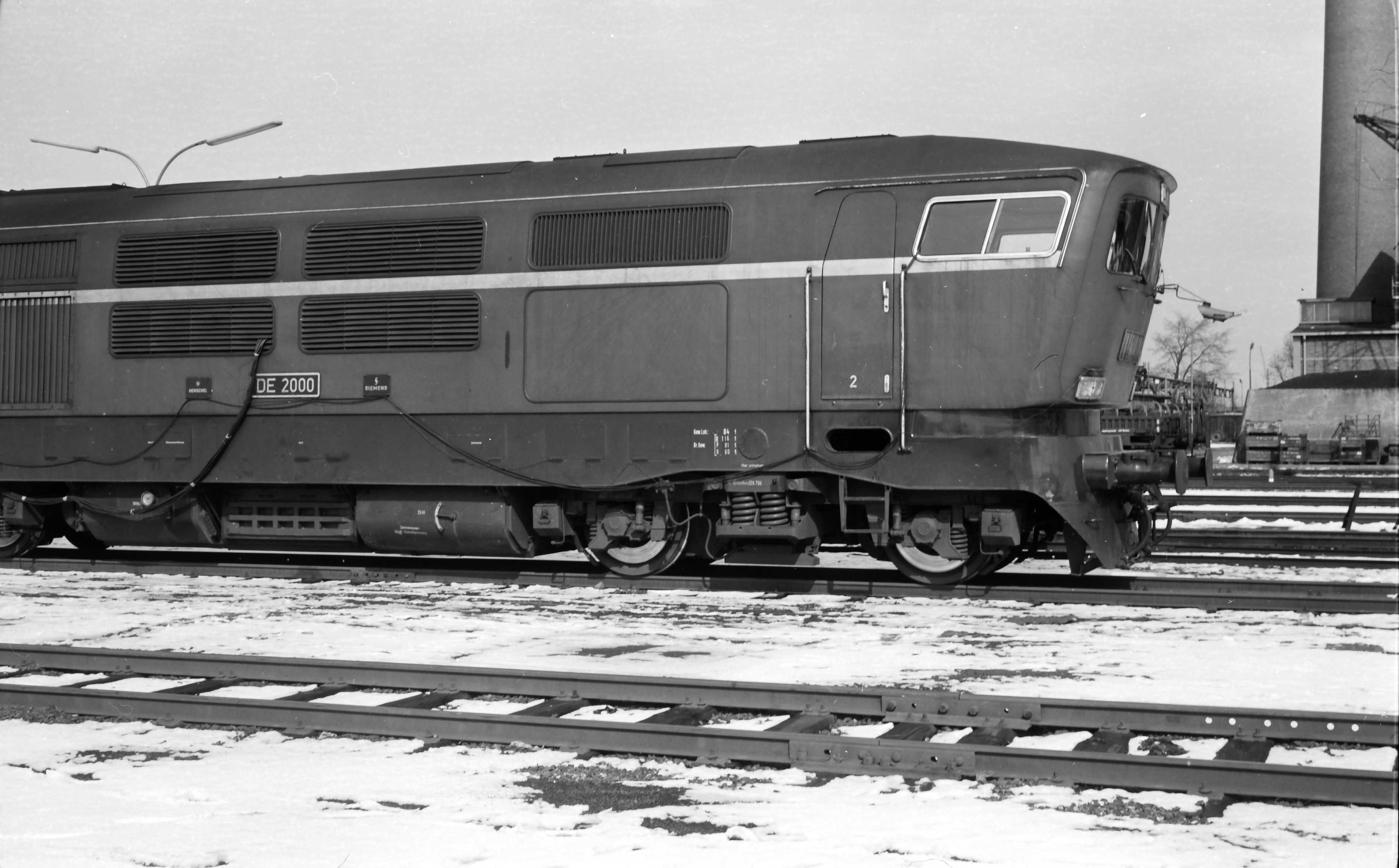
DE2000 mit Messverkabelung im AW Nürnberg, Juli 1968

Die DB mietete die Lok nach ihrer Abnahme im Oktober 1962 im Bahnbetriebswerk Kassel für fünf Jahre. Großes Interesse bestand daran, diese Lokomotive mit dieselhydraulischen Serienloks aus den Baureihen V 200 und V 160 zu vergleichen. Stationiert wurde die DE 2000 bei den Bahnbetriebswerken Köln-Nippes, Hamm und Lübeck. Verwendet wurde sie im Reisezugdienst. Im Jahr 1968 wurde ihr die EDV-gerechte Bezeichnung 202 001-4 zugeteilt, die aber nie auf der Lok angeschrieben wurde.
Im Jahr 1969 wurde sie nach Ende der Mietdauer an Henschel zurückgegeben. Ebenfalls Ende der 1960er Jahre erfolgte ein Umbau der Primärfederung von ursprünglich untenliegenden Blattfedern mit Lemniskaten-Lenkerführung auf höhenversetzte Schraubenwickelfedern mit neuen, lenkergeführten Achslagergehäusen ähnlich der späteren DB-Baureihe 111 oder der SŽD-Baureihe ТЭ109 / DDR V300-Familie.

### Westfälische Landes-Eisenbahn
Im Mai 1970 wurde die DE 2000 von der Westfälischen Landes-Eisenbahn (WLE) als DE 0902 übernommen. Dort hatte sie Güterzüge für den Kalksteintransport zu bewältigen. 1973 wurde der Motor auf 1323 kW / 1800 PS gedrosselt, um seine Lebensdauer zu verlängern. Im Oktober 1977 kam allerdings das unerwartete Ende der Lok. Durch einen Bedienfehler wurden die vier Fahrmotoren und der Generator im unteren Geschwindigkeitsbereich thermisch überlastet und schwer beschädigt. Da eine Reparatur nebst der anstehenden Hauptuntersuchung zu teuer gewesen wäre, wurde die Lok 1978 nach Ausbau des Dieselmotors verschrottet.

## Rückblick
Trotz des anfänglichen Fehlgriffes beim Generator war der konkurrierende Ansatz der AEG in der Krupp-AEG ME 1500 (DE1500, 201 001) der langfristig erfolgreichere. Noch im Jahr 2008 wurden diesel-elektrische Lokomotiven in USA, China, Frankreich und Russland für den kommerziellen Einsatz mit deren AC-DC-Übertragungstechnik gebaut; nicht immer kann sie durch die neuere AC-AC-Technik wirtschaftlich ersetzt werden.
Der bevorzugte Einsatz der DE 2000 vor Reisezügen hat den Systemnachteil der geringeren Überlastbarkeit längere Zeit kaschiert; andererseits war sie mit 120 km/h auch keine Schnellfahrlok.
Von dem rein hydrostatischen Antrieb aller Lüfter der DE 2000 kam man bereits in der einzigen Serienlok in deren Technik, der von Jung und Siemens gebauten griechischen OSE-Baureihe A410 (Co'Co'-de), zugunsten elektrischer Lüfterantriebe ab. Diese Loks konnten aber durch ihre sechsachsige Bauweise und Masse von 111 t dem Anspruch nicht mehr genügen, „besser“ (in Bezug auf spez. Leistung) zu sein als die US-Technik.
Bereits ab 1967 war neben der Krupp-AEG DE 1500 auch mit den erfolgreichen Prototypen zur SDP45F und später SD40-2 in USA klar geworden, dass dem leichten, bürstenlos erregten Drehstrom-Synchron-Hauptgenerator mit Leistungsabgriff am Stator und nachgeschalteten mehrphasigen Siliziumbrücken-Gleichrichtern die Zukunft gehören würde (AC-DC-Technik). Kenndaten der Dieselhydraulik wurden damit nunmehr serienmäßig – zuvor nur mit der britischen „Deltic“ (Class 55) – erreicht bzw. im Schnellzugbereich übertroffen (kanadische LRC-Schnellzüge, brit. HST-Züge). Das Zeitfenster der DE 2000 für einen möglichen Serienbau hatte somit gerade einmal zwischen 1962 und 1967 offen gestanden. Danach musste diese Technik als veraltet gelten, sowohl gegenüber den Konkurrenten in Frankreich, USA und UdSSR mit AC-DC-Technik als auch gegenüber der in Entwicklung befindlichen reinen Drehstromantriebstechnik von Brush Traction (GB) und BBC (Deutschland).